# Väljaküla (Pihtla)
Väljaküla – wieś w Estonii, w prowincji Sarema, w gminie Pihtla.